# بالگردگاه گلاسگو
بالگردگاه گلاسگو (به انگلیسی: Glasgow City Heliport) یک فرودگاه خصوصی است . این فرودگاه در شهر گلاسگو کشور اسکاتلند قرار دارد .